# Mohîleanî, Jovkva
Mohîleanî (în ucraineană Могиляни) este un sat în comuna Artasiv din raionul Jovkva, regiunea Liov, Ucraina.

## Demografie
Componența lingvistică a localității Mohîleanî
     Ucraineană (100%)
Conform recensământului din 2001, toată populația localității Mohîleanî era vorbitoare de ucraineană (100%).